# Valz-sous-Châteauneuf
Valz-sous-Châteauneuf è un comune francese di 58 abitanti situato nel dipartimento del Puy-de-Dôme nella regione dell'Alvernia-Rodano-Alpi.

## Società

### Evoluzione demografica
Abitanti censiti